# Lijst van straten en pleinen in Brugge
Dit is een lijst van op Wikipedia beschreven straten en pleinen in de stad Brugge.
Naast de namen met 'straat' of 'laan' als uitgang zijn ook de pleinen, grachten of reien, vestingen of 'vesten' en parken opgenomen, waar huisnummers aan verbonden zijn of geografische situering nuttig is.

## Straten en pleinen gelegen in de binnenstad van Brugge, binnen de historische wallen

### A
- Academiestraat
- Achiel Van Ackerplein
- Adriaan Willaertstraat
- Albrecht Rodenbachstraat
- Ankerplein
- Annuntiatenstraat
- Arsenaalstraat
- Artoisstraat
- Augustijnenrei
- Azijnstraat

### B
- Bakkersstraat
- Baliestraat
- Balsemboomstraat
- Balstraat
- Bapaumestraat
- Bargeplein
- Bargeweg
- Beenhouwersstraat
- Begijnenvest
- Begijnhof
- Beursplein
- Biddersstraat
- Biezenstraat
- Bilkske
- Biskajersplein
- Blekersstraat
- Blinde-Ezelstraat
- Bloedput
- Blokstraat
- Boeveriestraat
- Bollaardstraat
- Boninvest
- Boomgaardstraat
- Boterhuis
- Boudewijn Ostenstraat
- Boudewijn Ravestraat
- Braambergstraat
- Brandstraat
- Breidelstraat
- Burg
- Burgstraat

### C
- Calvariebergstraat
- Carmersstraat
- Colettijnenhof
- Colettijnenstraat
- Collaert Mansionstraat
- Cordoeaniersstraat
- Coupure

### D
- Diamantslijpersstraat
- Dijver
- Driekroezenstraat
- Drie Zwanenstraat
- Duinenabdijstraat
- Dweersstraat

### E
- Eekhoutpoort
- Eekhoutstraat
- Eiermarkt
- Eiland
- Elf-Julistraat
- Elisabeth Zorghestraat
- Engelsestraat
- Engelstraat
- Essenboomstraat
- Ezelstraat

### F
- Fonteinstraat
- Freren Fonteinstraat

### G
- Ganzenplein
- Ganzenstraat
- Gapaardstraat
- Garenmarkt
- Garsoenstraat
- Geernaartstraat
- De Garre
- Geerolfstraat
- Geerwijnstraat
- Geldmuntstraat
- Genthof
- Gentpoortstraat
- Gentpoortvest
- Gevangenisstraat
- Gieterijstraat
- Gistelhof
- Giststraat
- Gloribusstraat
- Goezeputstraat
- Gotje
- Gouden-Handrei
- Gouden-Handstraat
- Goudsmedenstraat
- Grauwwerkersstraat
- 's-Gravenhof
- 's-Gravenstraat
- Greinschuurstraat
- Groenerei
- Groenestraat
- Groeninge
- Grote Markt
- Gruuthusestraat
- Guido Gezellelaan
- Guido Gezelleplein
- Guido Gezellewarande
- Gulden-Vlieslaan

### H
- Haanstraat
- Haarakkerstraat
- Hallestraat
- Hauwerstraat
- Heilige-Geeststraat
- Helmstraat
- Hemelrijk
- Hendrik Consciencelaan
- Hendrik Pulinxpad
- Hertsbergestraat
- Hoedenmakersstraat
- Hoefijzerlaan
- Hoogste van Brugge
- Hoogstraat
- Hoogstuk
- Hooistraat
- Hoornstraat
- Hugo Losschaertstraat
- Hugo Verrieststraat
- Huidenvettersplein

### I & J
- Ieperstraat
- Jakobinessenstraat
- Jakob van Ooststraat
- James Wealestraat
- Jan Boninstraat
- Jan van Eyckplein
- Jan Miraelstraat
- Jeruzalemstraat
- Joost de Damhouderstraat
- Joris Dumeryplein
- Jozef Suvéestraat
- Julius en Maurits Sabbestraat

### K
- Kalkovenstraat
- Kammakersstraat
- Kandelaarstraat
- Kantwerkstersplein
- Kapelstraat
- Kapucijnenplein
- Kartuizerinnenstraat
- Kastanjeboomstraat
- Katelijnestraat
- Katelijnevest
- Kazernevest
- Keersstraat
- Kegelschoolstraat
- Kelkstraat
- Kemelstraat
- Kersenboomstraat
- Kipstraat
- Klaverstraat
- Kleine Heilige-Geeststraat
- Kleine Hertsbergestraat
- Kleine Hoedenmakersstraat
- Kleine Hoefijzerstraat
- Kleine Kuipersstraat
- Kleine Nieuwstraat
- Kleine Sint-Amandsstraat
- Kleine Sint-Jansstraat
- Klokstraat
- Komvest
- Konfijtstraat
- Koning Albert I-laan
- Koningin Elisabethlaan
- Koningstraat
- Koolbrandersstraat
- Koopmansstraat
- Kopstraat
- Korte Blekersstraat
- Korte Lane
- Korte Raamstraat
- Korte Riddersstraat
- Korte Rijkepijndersstraat
- Korte Ropeerdstraat
- Korte Sint-Annastraat
- Korte Speelmansstraat
- Korte Vuldersstraat
- Korte Zilverstraat
- Kortewinkel
- Koudemarkt
- Kraanplein
- Kraanrei
- Kreupelenstraat
- Krom Genthof
- Kruiersstraat
- Kruisvest
- Kruitenbergstraat
- Kuipersstraat
- Kwekersstraat

### L
- Lane
- Lange Raamstraat
- Langerei
- Langestraat
- Leemputstraat
- Leestenburg
- Leeuwstraat
- Leffingestraat
- Lendestraat
- Loppemstraat

### M
- Maagdendal
- Maagdenstraat
- Mallebergplaats
- Mariastraat
- Marie Popelinplantsoen
- Meestraat
- Middelburgstraat
- Minderbroedersstraat
- Minneboplein
- Minnewater
- Moerkerkestraat
- Moerstraat
- Molenmeers
- Mortierstraat
- Muntplein
- Muntpoort

### N
- Naaldenstraat
- Neststraat
- Nieuwe Gentweg
- Nieuwstraat
- Niklaas Desparsstraat
- Noord-Gistelhof
- Noordstraat
- Noordzandstraat

### O
- Oliebaan
- Ontvangersstraat
- Onze-Lieve-Vrouwekerkhof-Zuid
- Oosterlingenplein
- Oost-Gistelhof
- Oostmeers
- Oostproosse
- Oranjeboomstraat
- Oude Burg
- Oude Gentweg
- Oude Zak
- Oude Zomerstraat

### P
- Paalstraat
- Palmstraat
- Pandreitje
- Papegaaistraat
- Park
- Pastoor Van Haeckeplantsoen
- Pater Damiaanstraat
- Peerdenstraat
- Peperstraat
- Peterseliestraat
- Philipstockstraat
- Pieter Pourbusstraat
- Pijpersstraat
- Poitevinstraat
- Pottenmakersstraat
- Potterierei
- Predikherenrei
- Predikherenstraat
- Prinsenhof
- Professor Dr. J. Sebrechtsstraat

### R
- Raamstraat
- Riddersstraat
- Rijkepijndersstraat
- Robijnstraat
- Rode-Haanstraat
- Rodestraat
- Rolweg
- Roompotstraat
- Ropeerdstraat
- Rozemarijnstraat
- Rozendal
- Rozenhoedkaai

### S
- Sarepta
- Sasplein
- Schaarstraat
- Schottinnenstraat
- Schouwvegersstraat
- Schrijnwerkersstraat
- Schrijversstraat
- Schuttersstraat
- Sentillenhof
- 's-Gravenhof
- 's-Gravenstraat
- Simon Stevinplein
- Sint-Amandsstraat
- Sint-Annakerkstraat
- Sint-Annaplein
- Sint-Annarei
- Sint-Brunostraat
- Sint-Claradreef
- Sint-Clarastraat
- Sint-Gillisdorpstraat
- Sint-Gilliskerkhof
- Sint-Gilliskerkstraat
- Sint-Gilliskoorstraat
- Sint-Jakobsplein
- Sint-Jakobsstraat
- Sint-Jan in de Meers
- Sint-Jansplein
- Sint-Jansstraat
- Sint-Jorisstraat
- Sint-Maartensbilk
- Sint-Maartensplein
- Sint-Niklaasstraat
- Sint-Obrechtsstraat
- Sint-Salvatorskerkhof
- Sint-Salvatorskoorstraat
- Sint-Walburgastraat
- Sledestraat
- Smedenstraat
- Snaggaardstraat
- Spaanse Loskaai
- Spanjaardstraat
- Speelmansrei
- Speelmansstraat
- Spiegelrei
- Spikkelboorstraat
- Spinolarei
- Stalijzerstraat
- Stationsplein
- Steenhouwersdijk
- Steenstraat
- Sterstraat
- Stijn Streuvelsstraat
- Stoelstraat
- Stokersstraat
- Stoofstraat
- Strostraat
- Sulferbergstraat

### T
- Timmermansstraat
- Torenbrug
- Twijnstraat
- 't Pand
- 't Zand
- 't Zweerd

### U
- Unescorotonde

### V
- Van Voldenstraat
- Venkelstraat
- Verbrand Nieuwland
- Verversdijk
- Violierstraat
- Vismarkt
- Visspaanstraat
- Vizierstraat
- Vlamingdam
- Vlamingstraat
- Vrijdagmarkt
- Vuldersreitje
- Vuldersstraat

### W
- Waalsestraat
- Walplein
- Walstraat
- Walweinstraat
- Wapenmakersstraat
- Werkhuisstraat
- West-Gistelhof
- Westmeers
- Wevershof
- Wijngaardplein
- Wijngaardstraat
- Wijnzakstraat
- Willem de Dekenstraat
- Willemijnendreef
- Willemijnenplantsoen
- Willemstraat
- Witteleertouwersstraat
- Woensdagmarkt
- Wollestraat
- Wulfhagestraat
- Wulpenstraat

### Z
- Zakske
- Zevensterrestraat
- Zilverpand
- Zilversteeg
- Zilverstraat
- Zonnekemeers
- Zuidzandstraat
- Zwarteleertouwersstraat
- Zwijnstraat

## Straten gelegen in wijken en deelgemeenten van Brugge buiten de historische binnenstad
Dit betekent: Assebroek - Dudzele - Koolkerke - Kristus-Koning - Lissewege - Sint-Andries - Sint-Jozef - Sint-Kruis - Sint-Michiels - Sint-Pieters - Zeebrugge - Zwankendamme.

### B
- Bevrijdingslaan
- Bisschopsdreef
- Buiten Begijnenvest
- Buiten Boeverievest
- Buiten Boninvest
- Buiten de Smedenpoort
- Buiten Katelijnevest
- Buiten Kazernevest
- Buiten Kruisvest
- Buiten Smedenvest

### E
- Ezelpoort (straat)

### F
- Fort Lapin

### H
- Hoge Lane

### K
- Koning Albert I-laan

### L
- Lisseweegs Vaartje

### M
- Moerkerkse Steenweg

### S
- Singel